# 五條真由美ボーカルベスト from ふたりはプリキュア
- プリキュアシリーズ
  - ふたりはプリキュア / 映画 ふたりはプリキュア Max Heart > 五條真由美ボーカルベスト from ふたりはプリキュア
  - ふたりはプリキュア Splash Star > 五條真由美ボーカルベスト from ふたりはプリキュア

「五條真由美ボーカルベスト from ふたりはプリキュア」（ごじょうまゆみボーカルベスト フロム ふたりはプリキュア）は、五條真由美初のアニメソング・ベスト・アルバムである。2007年6月6日にマーベラスエンターテイメントより発売された。

## 概要
五條真由美がTVアニメ『ふたりはプリキュア』・『ふたりはプリキュア Max Heart』・『ふたりはプリキュア Splash Star』の主題歌やイメージ・ソングを歌ってきた1枚にコンプリート。主に少女たちに希望、元気や未来をヒット曲の数々を完全収録している。

## 収録曲
1. DANZEN!ふたりはプリキュア [3:33]
2. キュア・アクション [4:07]
3. プリキュアテンション BING BING BANG BANG! [3:43]
4. 情熱!∞(むげんだい) [3:37]
5. ゲッチュウ!らぶらぶぅ?! [3:36]
6. DANZEN!ふたりはプリキュア(ver.MaxHeart) [3:42]
7. ムリムリ!?ありあり!!INじゃぁな～い?! [3:49]
8. ☆A Wish of a Heart☆ [4:23]
9. 木枯らしのDing Dong [3:34]
10. ワンダー☆ウインター☆ヤッター!! [3:51]
11. まかせて★スプラッシュ☆スター★(cover ver.) [3:47]
12. エガオノチカラ [3:58]
13. 「笑うが勝ち!」でGo! [3:23]
14. ピカピカ・ヒーリング [4:27]
15. ガンバランスdeダンス [3:58]
16. 旅立ちの朝に(piano ver.) [3:32]